# 益寿县
益寿县，中国旧县名。

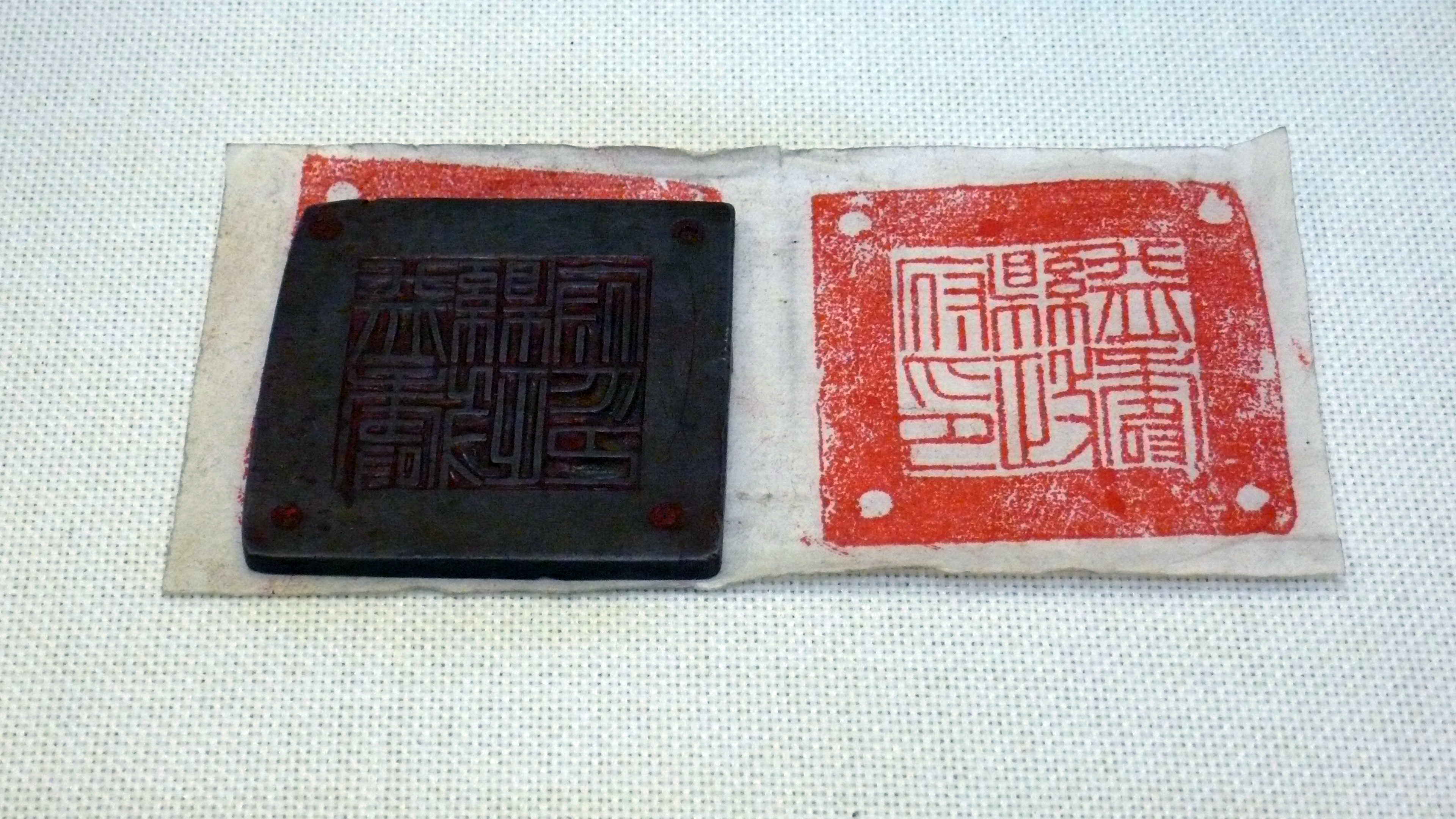
青州博物馆藏，益寿县政府印

山东抗日根据地设。1944年在益都县西北部与周边邻县设益（都）寿（光）临（朐）广（饶）四县边行政办事处。1945年改置益寿县。治所在东水渠（今山东青州市区东北），1949年迁孙家庄（今寿光市西南孙家集。1949年，属昌潍专区。1952年撤销，分别并入益都、寿光、临朐各县。